# 幻中類林
『幻中類林』（げんちゅうるいりん）とは、『源氏物語』の注釈書である。「華洛非人桑門了悟」なる人物によって鎌倉時代の文永年間（1264年から1274年まで）ごろに作られたと見られる。

## 概要
本書は、河内方ではない人物によって鎌倉時代に成立したと見られる『源氏物語』の注釈書である。鎌倉時代の「源氏学」（『源氏物語』研究）の詳細については、これに続く室町時代に成立した『河海抄』や『花鳥余情』などの注釈書が引く鎌倉時代の注釈書が初期の比較的小型の注釈書である『源氏釈』や『奥入』あるいは「論議」という特殊な討論形態をとった『弘安源氏論議』といったものを除くともっぱら河内方による注釈書である『水原抄』や『紫明抄』、『原中最秘抄』に限られているため、この時代の河内方以外の源氏学の実態については断片的にのみ残っているいくつかの書名・著者名・成立年代の不明な注釈書が確認されている程度でほとんど明らかになっていなかった。そのような中で本書はある程度まとまって残っている鎌倉時代の河内方のものではない注釈書として『源氏物語』の注釈史・享受史を考える上で大変貴重なものである。本書の一部であったと見られる『光源氏物語本事』において『更級日記』逸文に見える「譜」なるものについて聞いて回った相手の活動時期から見て本書の成立年代は1250年代から1280年代ころであると考えられる。若菜上から幻までを含む巻が「第五巻」とされていることから桐壺から夢浮橋までの54帖全体では6巻ないし7巻から構成されていると考えられる。現存部分から推測すると54帖全体での注釈を加えている項目数は約900程度と推定され、この分量は『奥入』の約2倍、紫明抄の約3分の1程度になる。他の旧注時代の注釈書と共通して引歌などの考証に力を入れているが、『奥入』と比べたとき有職故実についての注釈が充実しており、本書の成立した時代が『奥入』の成立した時代よりさらに『源氏物語』が舞台とした平安時代から隔たってしまったため必要な説明が増加したことを推測させる。

## 著者
「華洛非人桑門了悟」なる人物が著者であるとされているがその素性は不明である、既知の著名な人物の別称である可能性も唱えられているが現在のところ解明するすべは無い状況である。本書におけるさまざまな記述から「了悟」とは以下のような条件を満たす人物であると考えられる。福田秀一はこの「華洛非人桑門了悟」について、九条基家（1203年 - 1280年）である可能性を指摘している。
- 「華洛」とあることから都（京都）の生まれで都の在住であると考えられること。
- 「非人桑門」とあることから出家した公家であると思われること。
- 本書の成立年代と考えられる1250年代から1280年代ころに活動していたと見られること。
- 「京極中納言（=藤原定家）の本」（=青表紙本）に対して「ことのは常よりも抜きたる」という否定的な評価を下しており、 冷泉家の人物との交流はあると見られるものの、藤原定家に近い御子左家の人物ではないと思われること。
- 疑問点の問い合わせを行っている相手から見て自身もそれらの人物と同程度のかなり高い地位にあったと見られること。また『続古今和歌集』の撰者たちと交流はあったらしいが選者ではないこと。
- 熱心な源氏物語の研究者であり、また和漢の詩文についての広く深い素養を持っていると考えられること。

## 現存状況
第5巻とされる若菜上から幻までを含む天理大学付属天理図書館蔵本1冊（佐佐木信綱旧蔵本。1945年（昭和20年）に天理大学図書館の所蔵になる。）のみが知られている。その他に「華洛非人桑門了悟」なる著者名と奥書の「至徳3年」という日付が共通することから本書から「本の事」つまり『源氏物語』の写本や本文に関する記述を抜き出したと見られる『光源氏物語本事』なる書物が存在しており、島原松平文庫蔵本と高田市立図書館蔵本の二つの写本の存在が確認されている。

## 影印本・翻刻本
影印本
- 今井源衛編『源氏物語とその周縁』刊行会著『研究叢書 74 源氏物語とその周縁』和泉書院、1989年（平成元年）6月、pp. 243-258 ISBN 4-87088-363-5。

翻刻本
- 今井源衛「了悟『光源氏物語本事』について」東京大学国語国文学会編『国語と国文学』第38巻第11号、1961年（昭和36年）10月。のち、『源氏物語の研究』未來社、1963年（昭和38年）。及び『今井源衛著作集 第4巻 源氏物語文献考』笠間書院、2003年（平成15年）9月、pp. 105-135 ISBN 4-305-60083-8。